# Вигодсько-Витвицьке нафтове родовище
Вигодсько-Витвицьке нафтове родовище — належить до Бориславсько-Покутського нафтогазоносного району Передкарпатської нафтогазоносної області Західного нафтогазоносного регіону України.

## Опис
Розташоване у Долинському районі Івано-Франківської області на відстані 9 км від м. Долина.
Знаходиться в першому ярусі складок центр. частини Бориславсько-Покутської зони.
Виявлене в 1960-65 рр. Вигодська складка є частиною тильної лінії структур першого ярусу і являє собою вузьку асиметричну антикліналь північно-західного простягання. Поперечними скидозсувами складка в межах родовища розбита на 3 блоки. Розміри структури 15,0х2,5 м, висота 800 м.
Перший промисловий приплив нафти отримано в 1967 р. з утворень верхньоменілітової підсвіти з інт. 3423-3802 м.
Поклади пластові, склепінчасті, тектонічно екрановані. Режим Покладів пружний та розчиненого газу.
Експлуатується з 1967 р. Запаси початкові видобувні категорій А+В+С1: нафти — 845 тис. т; розчиненого газу — 214 млн. м³. Густина дегазованої нафти 843 кг/м³. Вміст сірки у нафті 0,34 мас.%.